# Dmitri Wladimirowitsch Wjasmikin
Dmitri Wladimirowitsch Wjasmikin (russisch Дмитрий Владимирович Вязьмикин; * 27. September 1972 in Wladimir, Sowjetunion) ist ein ehemaliger russischer Fußballspieler.

## Karriere
Dmitri Wjasmikin begann seine Karriere in der zweiten russischen Spielklasse in seiner Geburtsstadt bei Torpedo Wladimir. Nach zwei weiteren Stationen in der zweiten Liga kam der Stürmer 1997 zu Schinnik Jaroslawl in die Oberste Division. 1999 wurde er von Lokomotive Nischni Nowgorod verpflichtet. 2000 wechselte er zu Torpedo Moskau. Nach zwei weiteren Stationen in der Premjer-Liga kehrte Wjasmikin 2004 nach Wladimir in die drittklassige 2. Division zurück, wo er 2012 seine aktive Laufbahn beendete.

## Erfolge
- Toptorschütze der russischen Liga: 2001